# Orchestina codalmasi
Orchestina codalmasi is een spinnensoort in de taxonomische indeling van de Dwergcelspinnen (Oonopidae).
Het dier behoort tot het geslacht Orchestina. De wetenschappelijke naam van de soort werd voor het eerst geldig gepubliceerd in 2008 door Wunderlich.

## Voorkomen
De soort komt voor in Maleisië.